# Deutsche Einigung

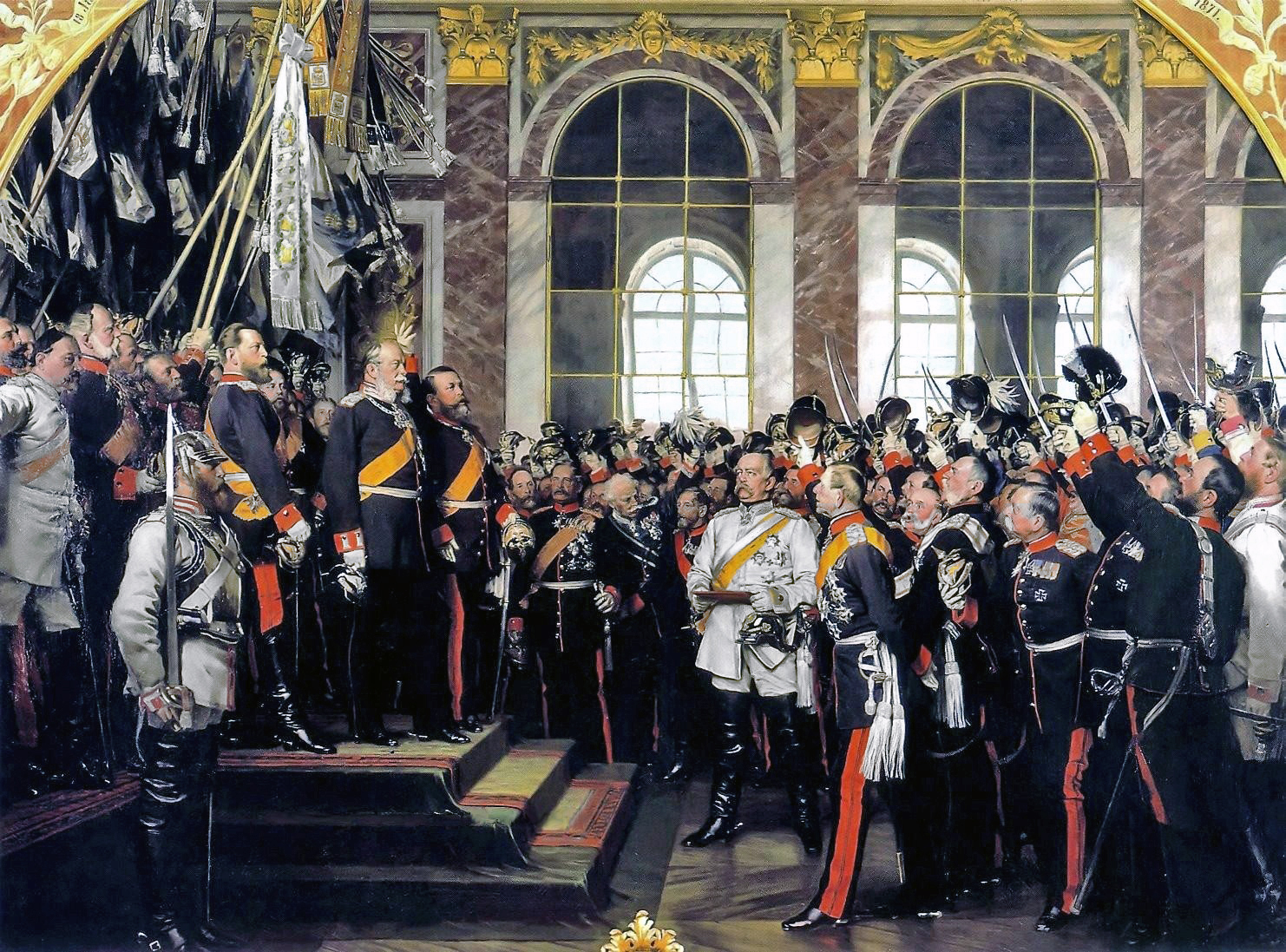
Die Proklamierung des deutschen Kaiserreiches (18. Januar 1871), Ölgemälde von Anton von Werner, 1885

Karte des Deutschen Kaiserreichs von 1871–1918.

Die deutsche Einigung war die Schaffung eines deutschen Nationalstaates, die 1871 mit der Gründung des Deutschen Kaiserreiches in einer kleindeutschen Lösung erfolgte.

## Vorgeschichte
Schon zu Beginn des 18. Jahrhunderts wurde vereinzelt in der Literatur der Frühaufklärung Kritik an der deutschen Kleinstaaterei geübt und öffentlich der Wunsch nach einem Nationalstaat geäußert. Vor allem im Kreis um den Gelehrten Johann Gottfried Gregorii entstanden Schriften für ein gesamtdeutsches Lesepublikum, welche die Geschichte, Geographie, Kartographie und Sagenüberlieferung der Kultur- und Sprachnation zum Inhalt hatten und damit den Einheitsgedanken im deutschen Schrifttum manifestierten.
Ein Jahrhundert später, in Zeiten napoleonischer Besatzung, erinnerte sich eine Gesellschaft von Weimarer Gelehrten um Friedrich Johann Justin Bertuch an die gesamtdeutsche Sichtweise des Vordenkers:

„… allein mit dem sonst so fabelreichen Joh. Gottfried Gregorius (unter dem angenommenen Namen Melissantes) bildete sich schon zu Anfang des XVIII. Jahrhunderts eine Ansicht, die würdig gewesen wäre, weiter verfolgt zu werden, wenn sie überall gleich grosse Empfänglichkeit gefunden hätte. Seine curiöse Beschreibung einiger vormals berühmten, theils verwüsteten und zerstörten, theils aber wieder neu aufgebaueten Bergschlösser in Teutschland, verbunden mit seinem neu eröffneten Schauplatz denkwürdiger Geschichte, auf welchem die Erbauung und Verwüstung vieler berühmter Städte und Schlösser präsentirt wird (2. Th. 1715) war für ein Vaterland berechnet, das nicht von den engen Gränzen der landesherrlichen Territorien beschränkt ward, aber da das Vaterland dem Vaterlande fehlte, so wie der Mensch dem Patrioten, so ging das allgemeine Interesse, das dieser erregen wollte, in dem besondern, und das besondere in dem Mangel am allgemeinen unter …“

Die Schaffung eines geeinten Deutschlands war seit den Befreiungskriegen 1813 das Ziel der Liberalen und Studenten. Doch scheiterte das Bürgertum damit 1848 und 1849 (Märzrevolution, Frankfurter Nationalversammlung). Dieses urliberale Ziel verwirklichten dann paradoxerweise der Adel und der konservative preußische Ministerpräsident Bismarck, also genau die politischen Gegner der Liberalen.

## Politische Einigung
Die  Frankfurter Nationalversammlung nach der Märzrevolution von 1848 scheiterte noch bei der Schaffung eines deutschen Nationalstaates.
Die Reichseinigung als „Revolution von oben“ vollzog sich im Zusammenhang mit den Einigungskriegen, im Wesentlichen in zwei Schritten: Nach dem Deutschen Krieg Preußens gegen das Kaisertum Österreich 1866 wurde der Norddeutsche Bund gegründet, der im darauffolgenden Jahr durch eine Verfassung zum Bundesstaat wurde. Der Krieg gegen Frankreich 1870/71 bot schließlich die Gelegenheit zur Gründung des Deutschen Reiches, was einer Gebietsvergrößerung und Erweiterung des Bundes gleichkam.

## Gemeinsame Währung
Ab 1871 wurde die Mark als einheitliche goldgedeckte Währung des Deutschen Kaiserreichs („Reichsgoldwährung“) eingeführt. Am 4. Dezember erließ Wilhelm I. hierzu ein Gesetz.

## Einheitliches Rechtssystem
Bereits die von der Frankfurter Nationalversammlung nach der Märzrevolution von 1848 in der Paulskirche in Frankfurt am Main erarbeitete und am 28. März 1849 als Verfassung des Deutschen Reiches verkündete Paulskirchenverfassung sollte den Nationalstaat grundgesetzlich fundieren. Diese Bestrebungen scheiterten. Eine gültige Verfassung des Deutschen Nationalstaates würde erst im Zuge der Einigung von 1871 mit der Bismarckschen Reichsverfassung geschaffen.
Vor dem Inkrafttreten des Bürgerlichen Gesetzbuchs herrschte auf dem Territorium des 1871 gegründeten Deutschen Reichs auch auf dem Gebiet des Privatrechts Rechtszersplitterung, es galt u. a. Gemeines Recht, das Preußische Allgemeine Landrecht (ALR) von 1794, der Code civil von 1804, Badisches Recht von 1810, der Codex Maximilianeus Bavaricus Civilis von 1756, das Jütische Recht von 1241, der Sachsenspiegel bzw. das gemeine Sachsenrecht und das Sächsische BGB von 1865.
Allmählich verstärkten sich aber die Forderungen nach einem Bürgerlichen Gesetzbuch. Bereits 1867 wurde im Reichstag des Norddeutschen Bundes beantragt, die Kompetenz zur Regelung des Bürgerlichen Rechts dem Bund zuzuweisen, was aber abgelehnt wurde. Zwei Jahre später wurde ein weiterer Antrag gleichen Inhalts eingereicht, welcher nun angenommen wurde, allerdings folgenlos blieb. 1873 beschlossen Reichstag und Bundesrat, auf Antrag der Reichstagsabgeordneten Miquel und Lasker von der Nationalliberalen Partei, eine Änderung der Reichsverfassung, die dem Reich die Gesetzgebungszuständigkeit für das gesamte Zivilrecht übertrug (siehe lex Miquel-Lasker). Das BGB trat am 1. Januar 1900 in Kraft. Es wurde vom Einführungsgesetz zum Bürgerlichen Gesetzbuche (EGBGB) begleitet, in dem die Übergangsregelungen zum bis dahin in Deutschland geltenden Recht und Öffnungsklauseln für die Gesetzgebung der Bundesstaaten (heute: Länder) enthalten sind (sog. Landesprivatrecht).

## Nationales Verkehrswegenetz
Für Friedrich List waren die Überwindung der innerdeutschen Zollschranken und der Eisenbahnbau die „siamesischen Zwillinge“ der deutschen Wirtschaftsgeschichte und damit die Werkzeuge, um die gewerbliche Rückständigkeit der deutschen Staaten zu überwinden. In der Folge engagierte er sich daher für den Aufbau eines gesamtdeutschen Eisenbahnnetzes. Er verfasste eine kleine Schrift, die er in hoher Auflage kostenlos verteilen ließ: „Ueber ein sächsisches Eisenbahnsystem als Grundlage eines allgemeinen deutschen Eisenbahnsystems und insbesondere über die Anlegung einer Eisenbahn von Leipzig nach Dresden“, Leipzig 1833. Darin hat List die wirtschaftlichen Vorteile einer solchen Bahn klar dargelegt: Danach ermögliche die Eisenbahn einen billigen, schnellen und regelmäßigen Massentransport, der förderlich für die Entwicklung der Arbeitsteilung, die Standortwahl gewerblicher Betriebe und letztlich einen höheren Absatz der Produkte sei. Innovativ war Lists Art der offensiven Werbung für ein breites Publikum. Auf der Grundlage dieser Schrift wurde ein vorbereitendes Komitee gegründet, das eine überzeugende Kosten- und Rentabilitätsrechnung erarbeitete, später mit der Regierung über die nötigen Konzessionen verhandelte und schließlich zur Finanzierung der Strecke Aktienanteile ausgab. Mit der Inbetriebnahme der Leipzig-Dresdner Eisenbahn 1839 kam es zur Verwirklichung der ersten deutschen Ferneisenbahnstrecke. Die meisten übrigen folgenden Eisenbahnprojekte orientierten sich auch in der Organisation an dem von List geprägten Vorbild. In der Folge versuchte er in weiteren deutschen Staaten vergleichbare Projekte anzustoßen oder unterstützte in der Öffentlichkeit bereits bestehende Vorhaben. So warb er 1835 in einer Denkschrift für eine Strecke von Mannheim nach Basel, eine weitere von Magdeburg nach Berlin sowie eine Verbindung von dort nach Hamburg. Zur Propagierung seiner eisenbahnpolitischen und weiteren ökonomischen Ideen gründete List 1835 das „Eisenbahnjournal und National-Magazin für die Fortschritte in Handel, Gewerbe und Ackerbau.“ Sein Beitrag über das Eisenbahnwesen im Staatslexikon erschien 1838 als Sonderdruck unter dem Titel „Das deutsche National-Transport-System in volks- und staatswirtschaftlicher Bedeutung.“

## Rezeption
Einigungsdenkmale wie das so genannte Wimmel-Denkmal von Karl Begas in Kassel (1898) erinnern an die Deutsche Einigung von 1871.